# District de Xishan (Kunming)
Pour les articles homonymes, voir Xishan.
Le district de Xishan (西山区 ; pinyin : Xīshān Qū) est une subdivision administrative de la province du Yunnan en Chine. Il est placé sous la juridiction administrative de la ville-préfecture de Kunming.
La ville de Heilinpu, siège de la prison n° 2 de la province, se trouve dans ce district.

## Démographie
La population du district était de 753 813 habitants en 2010.

## Parcs

### Papillons
Deux parcs importants se trouvent dans ce district. Le plus grand parc mondial consacré aux papillons appelé Parc écologique des papillons du monde 世界蝴蝶生态园, shìjiè húdié shēngtài yuán a ouvert ses portes en 2008 dans le village de Heiqiaomu (黑荞母村, hēiqiáomǔ cūn) de la bourgade de Biji,.

### L'Empire des nains
Au milieu de ce parc, un village particulier dont tous les figurants sont des nains, nommé Empire des nains ou Royaume des nains selon la traduction (昆明西山区世界蝴蝶生态园小人国). À part la polémique que ce genre de parc n'aurait pas manqué de susciter en Europe, les figurants sont des acteurs professionnels qui déclarent être mieux considérés dans ce lieu qu'avant leur embauche. Le parc est populaire et vole même la vedette au parc des papillons.